# Srpska Open
Srpska Open este un turneu de tenis masculin care are loc la Banja Luka, în Bosnia și Herțegovina. Fondat în 2023, turneul se joacă pe terenuri de zgură în aer liber și face parte din seria ATP 250. Turneul se joacă la National tennis complex din Banja Luka, Bosnia și Herțegovina.

## Rezultate

### Simplu
| An   | Campion       | Finalist       | Scor          |
| ---- | ------------- | -------------- | ------------- |
| 2023 | Dušan Lajović | Andrei Rubliov | 6–3, 4–6, 6–4 |

### Dublu
| An   | Campioni                   | Finaliști             | Scor     |
| ---- | -------------------------- | --------------------- | -------- |
| 2023 | Jamie Murray Michael Venus | F Cabral A Nedovyesov | 7–5, 6–2 |